# Johannes van de Capelle

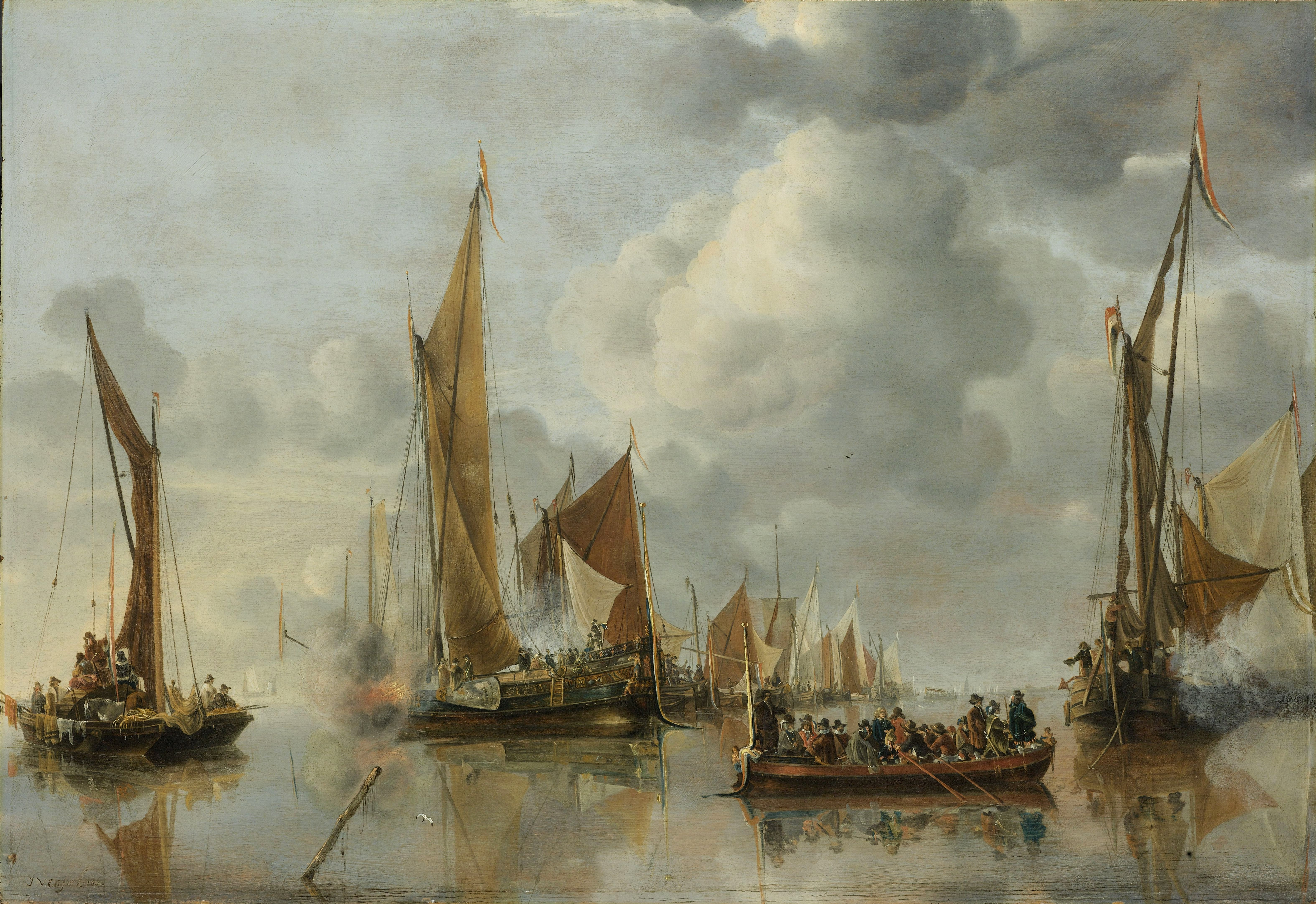
Hälsningssalut av inlandsflottan för en regeringsslup, oljemålning av Jan van de Capelle ca. 1650

Johannes (Jan) van de Capelle, född omkring 1624, död 1679, var en holländsk målare.
van de Capelle var verksam i Amsterdam och utbildade sig under inflytande av Johannes Porcellis och Simon de Vlieger till en synnerligen fin och noggrann som marinmålare, som utförde företrädesvis lugna strandbilder, till exempel vid flodmynningar och med för svag bris framglidande fartyg. Cappele, som stod Rembrandt nära, utmärker sig särskilt genom lus- och solverkningar i vattenspegel och vågor. Han har också målat vinterlandskap och efterlämnat en mängd handteckningar. Hans tavlor är relativt sällsynta, men finns företrädd i flera engelska och nederländska gallerier har hans tavlor, liksom de stora museerna i Wien och Berlin. de Capelle finns representerad vid bland annat Nationalmuseum i Stockholm med ett verk och han finns även representerad vid 
Koninklijk Museum voor Schone Kunsten i Antwerpen,
Koninklijke Bibliotheek, Teylers Museum och Rijksmuseum.